# Лацарус, Мориц
Мориц Лацарус (нем. Moritz Lazarus; 1824–1903) — немецкий философ

, психолог, издатель и педагог; доктор философии.

## Биография
Мориц Лацарус родился 15 сентября 1824 года в городке Велень в семье раввина Аарона Левина Лацаруса (ум. 1874). Рос и воспитывался в глухом местечке, где из двухсот домохозяев по меньшей мере сорок были учеными талмудистами; эти сорок человек «без всякой земной цели или практической выгоды с неутомимым рвением были заняты своей наукой, правда, очень узкой, но все же требующей чрезвычайного напряжения мысли и прилежания». В этой среде, отличавшейся удивительной одухотворенностью, Лацарус провел свою юность, изучая еврейскую науку и философию и готовясь к коммерческой деятельности. Однако вскоре он решительно отверг карьеру коммерсанта и по окончании брауншвейгской гимназии отправился в Берлин.

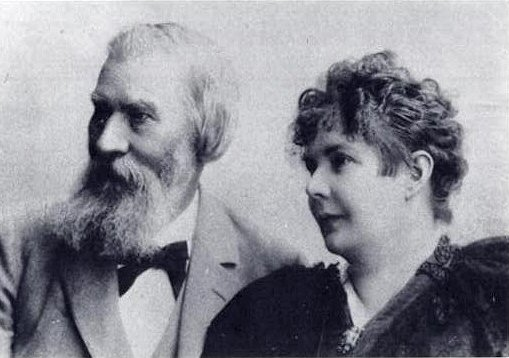
Лацарус и его вторая жена Нахида Рут Лазарус-Реми (1895 год)

По прибытии в немецкую столицу Мориц Лацарус поступил в Берлинский университет имени Гумбольдта, где изучал как естественные науки, так и филологию и философию, затем был профессором в Университете Берна, позднее преподавал и в альма-матер. В 1850 году получил степень доктора философии.
В Берне Лацарус был некоторое время ректором университета; в 1866 году он по приглашению прусского правительства занял кафедру в Берлинской военной академии, где читал курс «Psychologie des Staatslebens» до 1873 года, когда Берлинский университет предложил ему кафедру психологии, которую он занимал до 1895 года. 
С 1859 года Лацарус, вместе со своим родственником Хейманом Штейнталем, издавал журнал «Вопросы этнической психологии и языкознания» (нем. «Zeitschrift für Völkerpsychologie und Sprachwissenschaft»), в котором они, примыкая к учению немецкого философа и психолога Иоганна Фридриха Гербарта, ставили задачу психологии народа в том, чтобы открыть законы, по которым происходит внутренняя духовная деятельность народа в государстве, науке и искусстве. К 70-летнему юбилею Л. получил поздравление от императора Вильгельма II, Бернский университет преподнес ему звание почетного доктора юридических наук, а Hebrew Union College в Цинциннати — доктора теологии. 
Мориц Лацарус энергично боролся с проявлениями антисемитизма, считая его временным явлением, продуктом реакции. Он подчеркивая с особенной силой, что евреи «немцы, немцы и только немцы» и что их объединяет лишь религиозная связь, но зато крепко и прочно. Его речи образовали два сборника: «Ideale Fragen in Reden und Vorträgen behandelt» (1885) и «Treu und frei. Reden und Vorträge über Juden und Judenthum» (1887).. 
Мориц Лацарус умер 13 апреля 1903 года в итальянском городе Мерано. Был женат дважды; вторая жена — писательница Нагида Руфь.

## Избранная библиография
- «Die sittliche Berechtigung Preussens in Deutschland» (1850);
- «Das Leben der Seele in Monographien über seine Erscheinungen und Gesetze» (3 изд. 1883—85);
- «Ueber den Ursprung der Sitten» (2 изд. 1867); «Ueber die Ideen in der Geschichte» (1872);
- «Zur Lehre von den Sinnestäuschungen» (1867);
- «Ein psychol. Blick in unsere Zeit» (1872);
- «Was heisst national» (1880);
- «Erziehung und Geschichte» (1881);
- «Unser Standpunkt» (1881);
- «Die Reize des Spiels» (1884).